# Ernst II van Zwaben
Ernst II van Zwaben (circa 1010 - Schramberg, 17 augustus 1030) was van 1015 tot 1030 hertog van Zwaben. Hij behoorde tot het huis Babenberg.

## Levensloop
Ernst II was de oudste zoon van hertog Ernst I van Zwaben uit diens huwelijk met Gisela van Zwaben, dochter van hertog Herman II van Zwaben. Na het dodelijke jachtongeval van zijn vader werd hij in 1015 hertog van Zwaben, wegens zijn minderjarigheid onder het regentschap van zijn moeder. Zijn moeder hertrouwde eind 1016 of begin 1017 met koning Koenraad van Bourgondië, die na de dood van keizer Hendrik II en het uitsterven van de Ottoosen dynastie in 1024 onder de naam Koenraad II tot Rooms-Duits koning werd verkozen. In tegenstelling tot zijn jongere broer Herman IV groeide Ernst niet op in de omgeving of aan het hof van zijn stiefvader: nadat zijn moeder was hertrouwd werd zijn oom Poppo van Babenberg, aartsbisschop van Trier, zijn nieuwe voogd.
Tijdens de Blijde Intocht van Koenraad II door zijn rijk kwam Ernst II in opstand tegen zijn stiefvader. Zijn rebellie werd al snel neergeslagen en in februari 1026 bemiddelde zijn moeder Gisela een verzoening tussen Koenraad en Ernst. Blijkbaar was de deelname van Ernst aan de Italiaanse veldtocht van zijn stiefvader een voorwaarde van deze verzoening. Nadat Ernst in september 1026 terugkwam naar zijn landerijen, kreeg hij van zijn stiefvader in leen de voogdij over de Abdij van Kempten toegekend en werd hij belast met de opdracht om de landsvrede in het hertogdom Zwaben te herstellen. Toch verbond Ernst II zich met de opstandelingen en viel hij Elzas binnen. Na Koenraads terugkeer werd Ernst naar de Rijksdag in Ulm gesommeerd. Hij werd afgezet als hertog van Zwaben en opgesloten in de burcht van Giebichenstein. In 1028 kreeg hij genade en werd hij opnieuw in zijn hertogdom geïnstalleerd. Wel moest hij als tegenprestatie een deel van zijn erfgoed, bijvoorbeeld Weißenburg in de Beierse Nordgau, afstaan. Nadat Ernst II zich op 29 maart 1030 op de hofdag in Ingelheim weigerde te distantiëren van zijn vazal en vriend Werner van Kyburg, die ook vijandelijkheden tegen Koenraad II was begonnen, werd hij uitgeroepen tot hostis publicus imperatoris en van het hertogdom Zwaben ontheven. Ook zijn moeder Gisela liet hem toen vallen.
Vervolgens trokken Ernst II en Werner van Kyrburg zich terug in de burcht van Falkenstein in het Zwarte Woud, waar ze op 17 augustus 1030 sneuvelden tijdens een veldslag tegen de troepen van de bisschop van Konstanz. Na zijn dood werd Ernst bijgezet in het Munster van Konstanz. Zijn val had tot een enorme verzwakking van het hertogdom Zwaben geleid en de opheffing van het hertogdom werd stilaan voorbereid. Zijn broer Herman IV kwam na zijn val aan het hoofd van het hertogdom Zwaben, wegens zijn minderjarigheid nog onder het regentschap van bisschop Wartmann van Konstanz. Nadat Herman in 1038 overleed, werd Zwaben geannexeerd door zijn halfbroer, keizer Hendrik III.